# Modello idrologico HBV

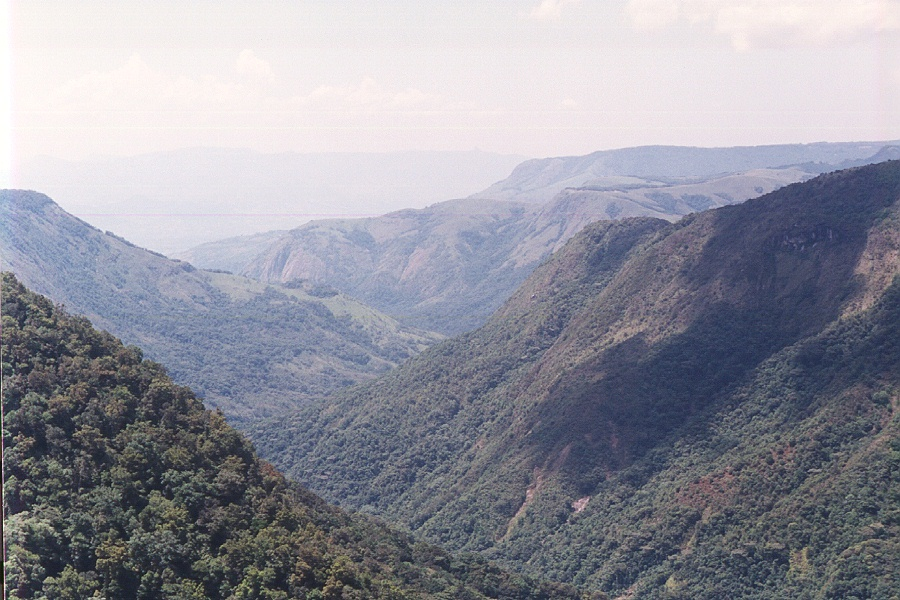
Le sorgenti del fiume Pungwe, in Zimbabwe. il modello HBV è stato utilizzato per modelizzare il suo bacino idrografico.

Il modello idrologico HBV, o modello Hydrologiska Byråns Vattenbalansavdelning, è la simulazione computerizzata di un modello matematico che viene utilizzato per analizzare il flusso volumetrico di un corso d'acqua e per valutare l'inquinamento idrico.
Sviluppato originariamente per la Scandinavia, questo modello di trasporto idrologico è stato in seguito applicato in numerosi bacini imbriferi di altri continenti.

## Modellizzazione del flusso volumetrico
Questo è il maggior campo di applicazione del modello HBV, e ha subito numerosi affinamenti. Comprende le seguenti routine:
- Routine neve
- Routine umidità del suolo
- Funzione di risposta
- Routine di canalizzazione

HBV è stato utilizzato per gli studi di modellizzazione del flusso in molti paesi in tutto il mondo, tra cui Brasile, Cina, Iran, Mozambico, Svezia e Zimbabwe, oltre che per simulare alcune variabili interne come i livelli della falda acquifera.
Il modello è stato inoltre impiegato in studi per la rilevazione delle variazioni idrologiche.
Il modello HBV esiste in diverse versioni, di particolarmente utile per l'insegnamento è la versione HBV light.

## Modellizzazione dei sedimenti e dei soluti
Il modello HBV può anche simulare il trasporto fluviale di sedimenti e solidi dissolti. Lidén ha compiuto simulazioni del trasporto di azoto, fosforo e sedimenti sospesi in Brasile, Estonia, Svezia e Zimbabwe.